# Diane Konihowski
Diane Helen Konihowski, z domu Jones (ur. 7 marca 1951 w Vancouver) – kanadyjska lekkoatletka, wieloboistka, mistrzyni igrzysk panamerykańskich i igrzysk Wspólnoty Narodów, dwukrotna olimpijka.
Zajęła 10. miejsce w pięcioboju na igrzyskach Brytyjskiej Wspólnoty Narodów w 1970 w Edynburgu. Na igrzyskach olimpijskich w 1972 w Monachium również zajęła 10. miejsce w pięcioboju. Zdobyła brązowy medal w tej konkurencji na uniwersjadzie w 1973 w Moskwie, przegrywając tylko z zawodniczkami radzieckimi Nadieżdą Tkaczenko i Tatjaną Worochobko. Zajęła 6. miejsce w pięcioboju, 8. miejsce w pchnięciu kulą oraz odpadła w kwalifikacjach skoku w dal na igrzyskach Brytyjskiej Wspólnoty Narodów w 1974 w Christchurch.
Zwyciężyła w pięcioboju oraz zajęła 6. miejsce w skoku w dal na igrzyskach panamerykańskich w 1975 w Meksyku. Na igrzyskach olimpijskich w 1976 w Montrealu zajęła 6. miejsce w pięcioboju i 11. miejsce w skoku w dal.
Zwyciężyła w pięcioboju, zajęła 7. miejsce w biegu na 100 metrów przez płotki oraz 10. miejsce w skoku w dal na igrzyskach Wspólnoty Narodów w 1978 w Edmonton. Na igrzyskach panamerykańskich w 1979 w San Juan ponownie zdobyła złoty medal w pięcioboju, a także zajęła 4. miejsce w skoku w dal. Nie wzięła udziału w igrzyskach olimpijskich w 1980 w Moskwie z powodu bojkotu tych igrzysk przez Kanadę. Zwyciężyła w pięcioboju w alternatywnych zawodach Liberty Bell Classic.
Była mistrzynią Kanady w pięcioboju w latach 1973–1978, w siedmioboju w 1981, w biegu na 100 metrów przez płotki w 1977, w skoku w dal w latach 1976–1978 oraz w pchnięciu kulą w 1973, 1977 i 1980. Zwyciężyła również w pięcioboju w mistrzostwach Polski w 1974, które były rozgrywane w obsadzie międzynarodowej.
Poprawiała rekord Kanady w skoku w dal wynikiem 6,49 m uzyskanym 10 lipca 1976 w Saskatoon, a także czterokrotnie w pięcioboju do wyniku 4768 pkt uzyskanego 6 sierpnia 1978 w Edmonton.